# 주주명부
주주명부(株主名簿)란 주주 및 주권에 관한 사항을 명확히 하기 위한 회사의 장부를 말하는 상법상 용어로 영업에 의한 회계처리를 한 것이 아니므로 상업장부가 아니다.

## 전자주주명부

##### 상법 규정
제352조의2(전자주주명부) (1) 회사는 정관으로 정하는 바에 따라 전자문서로 주주명부(이하 "전자주주명부"라 한다)를 작성할 수 있다.
(2) 전자주주명부에는 제352조 제1항의 기재사항 외에 전자우편주소를 적어야 한다.
(3) 전자주주명부에 비치, 공시 및 열람의 방법에 관하여 필요한 사항은 대통령령으로 정한다.

## 판례
- 주식회사가 주주명부상의 주주에게 주주총회의 소집을 통지하고 그 주주로 하여금 의결권을 행사하게 하면, 그 주주가 단순히 명의만을 대여한 이른바 형식주주에 불과하여도 그 의결권 행사는 적법하지만, 주식회사가 주주명부상의 주주가 형식주주에 불과하다는 것을 알았거나 중대한 과실로 알지 못하였고 또한 이를 용이하게 증명하여 의결권 행사를 거절할 수 있었음에도 의결권 행사를 용인하거나 의결권을 행사하게 한 경우에는 그 의결권 행사는 위법하게 된다.[1]

## 주주명부폐쇄와 기준일의 차이
폐쇄기간 중에는 명의개서가 정지된다. 이 때 주식이 양도된 경우 형식주주와 실질주주가 달라지게 된다. 기준일의 경우 기준일 이후에 주식이 양도되어도 명의개서가 정지되지 않으므로 형식주주와 실질주주가 동일하게 된다.

## 명의개서
주주 및 주권에 관한 사항을 주주명부에 기재하는 것을 ‘명의개서’라고 한다.

## 같이 보기
- 대한민국 상법 제354조